# L'ombra del figlio
L'ombra del figlio è un film svizzero del 2019, diretto da Fabio Pellegrinelli.

## Trama
Giovanni Barbieri è un chirurgo di successo, rimasto vedovo e padre di Alberto. Dopo avere inaugurato la nuova ala dell'ospedale dedicata alla memoria della moglie, il medico è chiamato a soccorrere un giovane che è stato accoltellato, salvo poi essere fermato dalla polizia e scoprire che l'autore dell'aggressione è proprio Alberto. Coinvolto in un'inchiesta insieme alla giornalista Marta, verrà a scoprire verità inquietanti sul conto di Alberto, rendendosi conto che il figlio non è quello che aveva sempre creduto essere.

## Distribuzione
Il film è stato presentato in anteprima il 23 novembre 2019 fuori concorso al Castellinaria Festival del cinema giovane di Bellinzona ed è stato tra i film in competizione al XXII Detective Fest di Mosca il 3 marzo 2020.
Il 16 dicembre 2020 è stato distribuito sulla piattaforma on-demand Play Suisse e trasmesso in prima visione su La2.